# Omiécourt
Omiécourt är en kommun i departementet Somme i regionen Hauts-de-France i norra Frankrike. Kommunen ligger i kantonen Chaulnes som tillhör arrondissementet Péronne. År 2018 hade Omiécourt 271 invånare.

## Befolkningsutveckling
Antalet invånare i kommunen Omiécourt
| Referens: INSEE |